# Hermya micans
Hermya micans là một loài ruồi trong họ Tachinidae.